# Liste der Kulturdenkmäler in Frankfurt-Seckbach
In der Liste der Kulturdenkmäler in Frankfurt-Seckbach sind alle Kulturdenkmäler im Sinne des Hessischen Denkmalschutzgesetzes in Frankfurt-Seckbach, einem Stadtteil von Frankfurt am Main aufgelistet.
Grundlage ist die Denkmaltopographie aus dem Jahre 1994, die zuletzt 2000 durch einen Nachtragsband ergänzt wurde.

## Kulturdenkmäler in Frankfurt-Seckbach
| Bild                           | Bezeichnung                               | Lage                                                                            | Beschreibung | Bauzeit                             | Daten |
| ------------------------------ | ----------------------------------------- | ------------------------------------------------------------------------------- | --- | ----------------------------------- | ----- |
| Alt-Seckbach 1                 | Fachwerkhaus Alt-Seckbach 1               | Alt-Seckbach 1 LageFlur: 8, Flurstück: 79                                       | Ehemaliges Gasthaus. Barockes, giebelständiges Fachwerkhaus des 18. Jahrhunderts. Ehemalige Hofreite. Seit dem 19. Jahrhundert Erweiterung und Nutzung als Gasthaus | 18. Jahrhundert                     |       |
| Alt-Seckbach 3                 | Alt-Seckbach 3                            | Alt-Seckbach 3 LageFlur: 8, Flurstück: 79                                       | Hofreite aus im Kern barocken Fachwerkhaus des 18. Jahrhunderts unter Verputz mit Scheune | 18. Jahrhundert                     |       |
| Alt-Seckbach 5                 | Alt-Seckbach 5-7                          | Alt-Seckbach 5-7 LageFlur: 8, Flurstück: 81,82,83,84,85,86                      | Barockes Fachwerkhaus unter Verputz. Verlängerung aus dem 20. Jahrhundert. | 18. Jahrhundert                     |       |
| Alt-Seckbach 6                 | Alt-Seckbach 6                            | Alt-Seckbach 6 LageFlur: 8, Flurstück: 125                                      | Hofreite aus repräsentativem barocken Fachwerkhaus und Scheune | 18. Jahrhundert                     |       |
| Alt-Seckbach 10                | Alt-Seckbach 10                           | Alt-Seckbach 10 LageFlur: 8, Flurstück: 177/20                                  | Barockes Fachwerkhaus unter Verputz | 18. Jahrhundert                     |       |
| Leopoldsäule                   | Ehrensäule                                | Am Galgen 5 LageFlur: 12, Flurstück: 239/3                                      | Die Ehrensäule (auch Leopoldsäule) ist eine abgebrochene Säule auf quadratischem Sockel. Er ist mit reicher Skulptierung versehen und trägt eine Inschrift in lateinischer Sprache. Er erinnert an einen Empfang, den Landgraf Wilhelm IX. von Hessen am 11. Oktober 1790 dem Kaiser gab. Das Heer des Landgrafen hatte die in Frankfurt stattfindende Kaiserwahl gesichert. 1962 wurde die Säule an den heutigen Standort versetzt, da am historischen Platz ein Umspannwerk gebaut wurde. | 1791                                |       |
| Draisbornstraße 1              | Einfamilienhaus Draisbornstraße 1         | Draisbornstraße 1 LageFlur: 8, Flurstück: 139                                   | Einfamilienhaus im Stil der Neurenaissance in Quadermauerwerk mit Ziegeldrempel | 1905                                |       |
| Draisbornstraße 2              | Fachwerkhaus Draisbornstraße 2            | Draisbornstraße 2 LageFlur: 8, Flurstück: 111, 112                              | Im Kern barockes Fachwerkhaus unter Verputz. Ehemalige Hofreite. Massiver Anbau des 19. Jahrhunderts im Stil der Neurenaissance. | 18. Jahrhundert                     |       |
| Draisbornstraße 3              | Wohnhaus Draisbornstraße 3                | Draisbornstraße 3 LageFlur: 8, Flurstück: 121                                   | Wohnhaus nach Entwurf von Karl August Michael in Formen der Neurenaissance | 1911/12                             |       |
| Draisbornstraße 4              | Fachwerkhaus Draisbornstraße 4            | Draisbornstraße 4 LageFlur: 8, Flurstück: 114                                   | Barockes Fachwerkhaus auf L-förmigem Grundriss | 18. Jahrhundert                     |       |
| Draisbornstraße 5              | Fachwerkhaus Draisbornstraße 5, 5b und 5c | Draisbornstraße 5,5b und 5c LageFlur: 8, Flurstück: 87, 87, 88/1, 88/2 und 88/3 | Barockes giebelständiges Fachwerkhaus unter Verputz. Nr. 5 von Karl August Michael 1909 in renaissancistischen Formen umgebaut und erweitert. Rückseitig Neubauten | 18. Jahrhundert                     |       |
| Draisbornstraße                | Fachwerkhaus Draisbornstraße 7            | Draisbornstraße 7 LageFlur: 8, Flurstück: 88/8                                  | Im Kern barockes Fachwerkhaus, modern verändert | 18. Jahrhundert                     |       |
| Draisbornstraße 8              | Fachwerkhaus Draisbornstraße 8            | Draisbornstraße 8 LageFlur: 8, Flurstück: 116                                   | Barockes traufständiges Fachwerkhaus unter Verputz | 17. Jahrhundert                     |       |
| Draisbornstraße 9              | Fachwerkhaus Draisbornstraße 9            | Draisbornstraße 9 LageFlur: 8, Flurstück: 91                                    | Barockes Fachwerkhaus | 18. Jahrhundert                     |       |
| weitere Bilder                 | Hofreite Draisbornstraße 11               | Draisbornstraße 11 LageFlur: 8, Flurstück: 92                                   | Barocke Hofreite aus giebelständigem Fachwerkhaus und traufständiger Scheune | 18. Jahrhundert                     |       |
| weitere Bilder                 | Fachwerkhaus Draisbornstraße 13           | Draisbornstraße 13 LageFlur: 8, Flurstück: 93                                   | Barockes Fachwerkhaus unter Holzverschindelung; ehemalige Hofreite | 18. Jahrhundert                     |       |
| Draisbornstraße 15             | Fachwerkhaus Draisbornstraße 15           | Draisbornstraße 15 LageFlur: 8, Flurstück: 101/2                                | Barockes Fachwerkhaus unter Holzverschindelung. Ehemalige Hofreite mit Neubau im Hof | 18. Jahrhundert                     |       |
| Draisbornstraße 17             | Fachwerkhaus Draisbornstraße 17           | Draisbornstraße 17 LageFlur: 8, Flurstück: 100/2                                | Fachwerkhaus unter Verputz. Veränderungen durch Zwerchhaus und Gaube | 19. Jahrhundert                     |       |
| weitere Bilder                 | Fachwerkhaus Ellerstraße 3                | Ellerstraße 3 LageFlur: 7, Flurstück: 66                                        | Barockes Fachwerkhaus mit Scheunenanbau | 18. Jahrhundert                     |       |
| weitere Bilder                 | Fachwerkhaus Ellerstraße 4                | Ellerstraße 4 LageFlur: 7, Flurstück: 61/1, 62/1, 63                            | Im Kern barockes Fachwerkhaus unter Verputz. An das Haus Wilhelmshöher Straße 139 angebaut |                                     |       |
| weitere Bilder                 | Zollhaus „Heiligenstock“                  | Friedberger Landstraße 531 LageFlur: 18, Flurstück: 10/1                        | Im Kern barockes Zollhaus von 1775, ab 1950 als bäuerliches Fachwerkhaus erneuert. Mit Zierfassade, benachbarter Ruhebank und barockem Heiligenstock um 1700. | 1775 (Haus) um 1700 (Heiligenstock) |       |
| Hintergasse 2                  | Fachwerkhaus Hintergasse 2 und 2a         | Hintergasse 2 du 2a LageFlur: 8, Flurstück: 131/1, 131/2, 131/3                 | Barockes Fachwerkhaus | 18. Jahrhundert                     |       |
| Hintergasse 5                  | Hofreite Hintergasse 5                    | Hintergasse 5 LageFlur: 8, Flurstück: 71                                        | Wohnhaus des 19./20. Jahrhunderts und im Kern barocke Fachwerkscheune der ehemaligen Hofreite | 19./20. Jahrhundert                 |       |
| Hintergasse 6                  | Fachwerkhaus Hintergasse 6                | Hintergasse 6 LageFlur: 8, Flurstück: 129/2                                     | Barockes Fachwerkhaus | 18. Jahrhundert                     |       |
| Hintergasse 7                  | Fachwerkhaus Hintergasse 7                | Hintergasse 7 LageFlur: 8, Flurstück: 72/5                                      | Barockes Fachwerkhaus mit geschnitzten Eckständern und Kopfwinkelhölzern im Obergeschoss | 17. Jahrhundert                     |       |
| Hintergasse 8                  | Wohnhaus Hintergasse 8                    | Hintergasse 8 LageFlur: 5, Flurstück: 128/2                                     | Im Kern barockes Wohnhaus | 18. Jahrhundert                     |       |
| weitere Bilder                 | Fachwerkhaus Hintergasse 9                | Hintergasse 9 LageFlur: 8, Flurstück: 73/3, 73/9, 73/10                         | Barockes Fachwerkhaus mit Hofreite. Ziegelbau des 19. Jahrhunderts im Stil der Neurenaissance | 17. Jahrhundert                     |       |
| weitere Bilder                 | Fachwerkhaus Hintergasse 10               | Hintergasse 10 LageFlur: 8, Flurstück: 78                                       | Barockes Fachwerkhaus mit straßenseitigem Giebel hinter Holzverschindelung. Rückwärtig moderne Anbauten | 1680                                |       |
| weitere Bilder                 | Fachwerkhaus Hintergasse 11               | Hintergasse 11 LageFlur: 8, Flurstück: 76                                       | Barockes traufständiges Fachwerkhaus. Tür datiert von 1695 | 1695                                |       |
| weitere Bilder                 | Hofreite Hintergasse 12                   | Hintergasse 12 LageFlur: 8, Flurstück: 77/7                                     | Barocke Hofreite aus Fachwerkwohngebäude unter Verputz mit Nebengebäuden | 18. Jahrhundert                     |       |
| Hofhausstraße 1                | Hofreite Hofhausstraße 1                  | Hofhausstraße 1 LageFlur: 7, Flurstück: 51                                      | Barocke, fränkische Hofreite aus Fachwerkhaus mit hoher Treppe und Scheune | 17. Jahrhundert                     |       |
| weitere Bilder                 | Rathaus                                   | Hofhausstraße 2 LageFlur: 8, Flurstück: 150                                     | Fachwerkhaus der Renaissance auf später untermauertem Erdgeschoss und Polygonalerker auf Steinkonsole an der Giebelfassade. Wurde bis 1900 als Rathaus genutzt. | 1542                                |       |
| Hofhausstraße 3                | Hofreite Hofhausstraße 3                  | Hofhausstraße 3 LageFlur: 7, Flurstück: 104/50                                  | Barocke, fränkische Hofreite aus Fachwerkhaus mit hoher Treppe und Scheune | 17. Jahrhundert                     |       |
| weitere Bilder                 | Hofreite Hofhausstraße 4                  | Hofhausstraße 4 LageFlur: 8, Flurstück: 136                                     | Barocke, fränkische Hofreite aus Fachwerkhaus mit hoher Treppe, holzverschindeltem Giebel und Scheune | 17. Jahrhundert                     |       |
| weitere Bilder                 | Fachwerkhaus Hofhausstraße 6 und 6a       | Hofhausstraße 6 und 6a LageFlur: 8, Flurstück: 135/1, 135/2                     | Barockes Fachwerkhaus unter Holzverschindelung mit rückwärtigem Neubau | 18. Jahrhundert                     |       |
| weitere Bilder                 | Hofreite Hofhausstraße 8                  | Hofhausstraße 8 LageFlur: 8, Flurstück: 134                                     | Hofreite mit barockem Fachwerkhaus | 18. Jahrhundert                     |       |
| Hofhausstraße 9                | Mietshaus Hofhausstraße 9                 | Hofhausstraße 9 LageFlur: 7, Flurstück: 45                                      | Mietshaus nach Entwurf von Karl August Michael in Formen der Neurenaissance | 1907                                |       |
| Hofhausstraße 10               | Hofreite Hofhausstraße 10                 | Hofhausstraße 10 LageFlur: 8, Flurstück: 133                                    | Barocke, fränkische Hofreite aus Fachwerkhaus, Scheune und Nebengebäude | 1776                                |       |
| Hofhausstraße 11               | Fachwerkhaus Hofhausstraße 11             | Hofhausstraße 11 LageFlur: 7, Flurstück: 27/1, 27/2                             | Barockes Fachwerkhaus unter Verputz mit hoher Treppe | 18. Jahrhundert                     |       |
| Hofhausstraße 12               | Fachwerkhaus Hofhausstraße 12             | Hofhausstraße 12 LageFlur: 8, Flurstück: 132                                    | Barockes Fachwerkhaus mit Nebengebäuden | 1724                                |       |
| Hofhausstraße 14               | Wohnhaus Hofhausstraße 14                 | Hofhausstraße 14 LageFlur: 8, Flurstück: 68/1, 68/2                             | Wohnhaus im Geschmack der Neurenaissance | 19. Jahrhundert                     |       |
| weitere Bilder                 | Fachwerkhaus Hofhausstraße 15             | Hofhausstraße 15 LageFlur: 7, Flurstück: 25                                     | Barockes Fachwerkhaus unter Verputz | 18. Jahrhundert                     |       |
| weitere Bilder                 | Fachwerkhaus Hofhausstraße 16             | Hofhausstraße 16 LageFlur: 8, Flurstück: 67                                     | Barockes Fachwerkhaus mit rückwärtigem Neubau | 18. Jahrhundert                     |       |
| weitere Bilder                 | Hofreite Hofhausstraße 17                 | Hofhausstraße 17 LageFlur: 7, Flurstück: 23/2, 24/3                             | Barocke, fränkische Hofreite aus Fachwerkhaus mit Erker und Scheune | 1707                                |       |
| Hofhausstraße 18               | Fachwerkhaus Hofhausstraße 18             | Hofhausstraße 18 LageFlur: 8, Flurstück: 66                                     | Barockes Fachwerkhaus hinter Holzverschindelung | 18. Jahrhundert                     |       |
| Hofhausstraße 20               | Fachwerkhaus Hofhausstraße 20             | Hofhausstraße 20 LageFlur: 8, Flurstück: 65                                     | Barockes Fachwerkhaus hinter Verputz | 18. Jahrhundert                     |       |
| Hofhausstraße 22               | Mietshaus Hofhausstraße 22 und 22a        | Hofhausstraße 22 und 22a LageFlur: 8, Flurstück: 64/1, 64/2, 64/3               | Mietshaus in Formen der Neurenaissance. Rückwärtig Neubau | ca. 1908                            |       |
| Hofhausstraße 24               | Ziegelbau Hofhausstraße 24                | Hofhausstraße 24 LageFlur: 8, Flurstück: 63                                     | Ziegelbau im Stil der Neurenaissance | 1895                                |       |
| Hofhausstraße 25               | Fachwerkhaus Hofhausstraße 25             | Hofhausstraße 25 LageFlur: 7, Flurstück: 21/1                                   | Fachwerkhaus der Renaissance mit geschosshohen, gebogten Fußstreben | um 1500                             |       |
| Hofhausstraße 28               | Hofhausstraße 28                          | Fachwerkhaus Hofhausstraße 28 LageFlur: 8, Flurstück: 61/6                      | Barockes Fachwerkhaus hinter Holzverschindelung | 18. Jahrhundert                     |       |
| Pavillon-Huthpark              | Huthpark                                  | LageFlur: 33, Flurstück: 207/3                                                  | Landschaftspark von 1911 bis 1913 nach Entwurf des Gartenbaudirektors Carl Heicke angelegt. Unterstandspavillon in Formen der Frühen Moderne von 1929/1930 nach Plänen von Eugen Kaufmann und Eugen Blanck | 1911–1913                           |       |
| weitere Bilder                 | Fachwerkhaus Leonardsgasse 1              | Leonhardsgasse 1 LageFlur: 9, Flurstück: 238/103                                | Barockes Fachwerkhaus unter Verputz. Giebel erneuert | 18. Jahrhundert                     |       |
| weitere Bilder                 | Gasthaus „Zum Rad“                        | Leonhardsgasse 2 LageFlur: 10, Flurstück: 246/1, 294/246                        | Gasthaus von 1806 in barockem Fachwerkhaus. | 18. Jahrhundert                     |       |
| Leonardsgasse 3                | Fachwerkhaus Leonardsgasse 3              | Leonhardsgasse 3 LageFlur: 9, Flurstück: 239/104                                | Barockes Fachwerkhaus unter Verputz mit erneuertem Giebel | 18. Jahrhundert                     |       |
| Fachwerkhaus Leonardsgasse 6-8 | Fachwerkhaus Leonardsgasse 6-8            | Leonhardsgasse 6-8 LageFlur: 10, Flurstück: 247/1, 247/2, 247/3                 | Barockes Fachwerkhaus unter Verputz. Das Fachwerkwände des Gebäudes wurden entfernt und durch neues Ziegelmauerwerk ersetzt, das Dach ist erhalten geblieben. | 17. Jahrhundert                     |       |
| Leonardsgasse 8a               | Mietshaus Leonardsgasse 8a                | Leonhardsgasse 8a LageFlur: 10, Flurstück: 248/1, 248/2                         | Gründerzeitliches Mietshaus | 1908                                |       |
| Lohrgasse 2                    | Fachwerkhaus Lohrgasse 2                  | Lohrgasse 2 LageFlur: 9, Flurstück: 71                                          | Im Kern barockes Fachwerkhaus |                                     |       |
| weitere Bilder                 | Lohrberg                                  | Lage                                                                            | Volkspark nach Entwurf von Claus Heincke mit Rebhang und Kleingärten gestaltet. Zwischen 1924 und 1930 nach Plänen Brommers vollendet. |                                     |       |
| Lohrgasse 3                    | Fachwerkhaus Lohrgasse 3                  | Lohrgasse 3 LageFlur: 8, Flurstück: 109                                         | Im Kern barockes Fachwerkhaus | 18. Jahrhundert                     |       |
| Lohrgasse 4                    | Hofreite Lohrgasse 4                      | Lohrgasse 4 LageFlur: 9, Flurstück: 70                                          | Barocke, fränkische Hofreite aus verkleidetem Fachwerkhaus und großer Feldsteinscheune | 17. Jahrhundert                     |       |
| weitere Bilder                 | Fachwerkhaus Lohrgasse 5                  | Lohrgasse 5 LageFlur: 8, Flurstück: 108                                         | Barockes Fachwerkhaus. Im Hof Mietshaus des 19. Jahrhunderts in Formen der Neurenaissance | 18. Jahrhundert                     |       |
| Lohrgasse 6                    | Hofreite Lohrgasse 6                      | Lohrgasse 6 LageFlur: 9, Flurstück: 260/69                                      | Barocke, fränkische Hofreite aus Fachwerkhaus unter Verputz vor massiver Scheune | 18. Jahrhundert                     |       |
| Lohrgasse 7                    | Hofreite Lohrgasse 7                      | Lohrgasse 7 LageFlur: 8, Flurstück: 166/104, 176/107                            | Hofreite aus barockem Fachwerkhaus, Scheune und Nebengebäude | 18. Jahrhundert                     |       |
| weitere Bilder                 | Hofreite Lohrgasse 8                      | Lohrgasse 8 LageFlur: 9, Flurstück: 52, 67                                      | Barocke Hofreite aus Fachwerk - um 1960 erweitert - und rückwärtiger Scheune | um 1660                             |       |
| weitere Bilder                 | Wohnhaus Lohrgasse 9                      | Lohrgasse 9 LageFlur: 8, Flurstück: 182/104                                     | Im Kern barockes Wohnhaus |                                     |       |
| Lohrgasse 11                   | Fachwerkhaus Lohrgasse 11                 | Lohrgasse 11 LageFlur: 8, Flurstück: 181/103                                    | Im Kern barockes Fachwerkhaus unter Verputz | 18. Jahrhundert                     |       |
| Lohrgasse 13                   | Fachwerkhaus Lohrgasse 13                 | Lohrgasse 13 LageFlur: 8, Flurstück: 102                                        | Barockes Fachwerkhaus, zum Teil verputzt und verschindelt | 18. Jahrhundert                     |       |
| Lohrgasse 14                   | Fachwerkhaus Lohrgasse 14                 | Lohrgasse 14 LageFlur: 9, Flurstück: 63                                         | Barockes Fachwerkhaus. Im 20. Jahrhundert erweitert | 18. Jahrhundert                     |       |
| Lohrgasse 16                   | Hofreite Lohrgasse 16                     | Lohrgasse 16 LageFlur: 9, Flurstück: 60/4                                       | Barocke, fränkische Hofreite | 17. Jahrhundert                     |       |
| Niedergasse 1                  | Hofreite Niedergasse 1                    | Niedergasse 1 LageFlur: 10, Flurstück: 201                                      | Hofreite aus barockem Fachwerkhaus mit hoher Treppe und datierter Brüstungsplatte von 1594 sowie ehemaliger Scheune | 18. Jahrhundert                     |       |
| Niedergasse 2                  | Werkstattgebäude Niedergasse 2            | Niedergasse 2 LageFlur: 10, Flurstück: 32/1                                     | Werkstattgebäude (siehe unten Wilhelmshöher Straße 140) | 19. Jahrhundert                     |       |
| Niedergasse 5                  | Mietshaus Niedergasse 5                   | Niedergasse 5 LageFlur: 10, Flurstück: 199                                      | Mietshaus in Formen der Neurenaissance | 1914                                |       |
| Niedergasse 6                  | Fachwerkhaus Niedergasse 6                | Niedergasse 6 LageFlur: 10, Flurstück: 33,34                                    | Barockes Fachwerkhaus | 18. Jahrhundert                     |       |
| Niedergasse 7                  | Mietshaus Niedergasse 7                   | Niedergasse 7 LageFlur: 10, Flurstück: 198                                      | Mietshaus im Stil der Neurenaissance | 1905                                |       |
| Niedergasse 8-10               | Mietshaus Niedergasse 8-10                | Niedergasse 8-10 Lage                                                           | Mietshaus im Geschmack der Neurenaissance | 1910                                |       |
| Niedergasse 9                  | Hofreite Niedergasse 9                    | Niedergasse 9 LageFlur: 10, Flurstück: 197                                      | Barocke Hofreite | 18. Jahrhundert                     |       |
| Niedergasse 12                 | Fachwerkhaus Niedergasse 12               | Niedergasse 12 LageFlur: 10, Flurstück: 37                                      | Barockes Fachwerkhaus mit holzverschindeltem Giebel und Treppenhausanbau des 20. Jahrhunderts. Im Hof barockes traufständiges Fachwerkhaus | 18. Jahrhundert                     |       |
| Niedergasse 13-15              | Wohnhaus Niedergasse 13-15                | Niedergasse 13-15 LageFlur: 10, Flurstück: 194/1, 194/3, 344/194                | Im Kern barockes Wohnhaus mit Neubau |                                     |       |
| Niedergasse 14                 | Wohnhaus Niedergasse 14                   | Niedergasse 14 LageFlur: 10, Flurstück: 38                                      | Wohnhaus in Formen der Neurenaissance. 1952 auf gleichem Grundriss erneuert | 1895                                |       |
| Niedergasse 20                 | Niedergasse 18 und 20                     | Niedergasse 18 und 20 LageFlur: 10, Flurstück: 41, 336/40                       | Mietshaus im Stil der Neurenaissance in straßenseitiger Lage. Im Hof barockes Fachwerkhaus des 18. Jahrhunderts unter Verputz | 1906                                |       |
| Niedergasse 22                 | Niedergasse 22                            | Niedergasse 22 LageFlur: 10, Flurstück: 42/3                                    | Fachwerkhaus in Formen der Neurenaissance hinter Holzverschindlungen | 1910                                |       |
| weitere Bilder                 | Hofreite Rathausgasse 1                   | Rathausgasse 1 LageFlur: 8, Flurstück: 137                                      | Hofreite aus barockem Fachwerkhaus vor Scheune | um 1750                             |       |
| weitere Bilder                 | Fachwerkhaus Rathausgasse 2               | Rathausgasse 2 LageFlur: 8, Flurstück: 149                                      | Barockes Fachwerkhaus | 18. Jahrhundert                     |       |
| Rathausgasse 4                 | Fachwerkhaus Rathausgasse 4               | Rathausgasse 4 LageFlur: 8, Flurstück: 148                                      | Barockes Fachwerkhaus hinter Holzverschindelung | 18. Jahrhundert                     |       |
| weitere Bilder                 | Einfamilienhaus Rathausgasse 5            | Rathausgasse 5 LageFlur: 8, Flurstück: 158/124                                  | Neoklassizistische Einfamilienhaus. Rückwärtig Neubau | 1923                                |       |
| Rathausgasse 6                 | Fachwerkhaus Rathausgasse 6               | Rathausgasse 6 LageFlur: 8, Flurstück: 142/1                                    | Barockes Fachwerkhaus mit Holzverschindelung | 18. Jahrhundert                     |       |
| Rathausgasse 7                 | Fachwerkhaus Rathausgasse 7               | Rathausgasse 7 LageFlur: 8, Flurstück: 123                                      | Barockes Fachwerkhaus | 18. Jahrhundert                     |       |
| Rathausgasse 9                 | Einfamilienhaus Rathausgasse 9            | Rathausgasse 9 LageFlur: 8, Flurstück: 122                                      | Einfamilienhaus im Stil der Neurenaissance. Zurückgesetzt Wohnhaus um 1950 | um 1910                             |       |
| Wilhelmshöher Straße 122       | Fachwerkhaus Wilhelmshöher Straße 122     | Wilhelmshöher Straße 122 LageFlur: 10, Flurstück: 22/2                          | Barockes Fachwerkhaus unter Verputz | 18. Jahrhundert                     |       |
| weitere Bilder                 | Berger Warte                              | Vilberer Landstraße LageFlur: 12, Flurstück: 300/256                            | Spätgotischer Wehrturm zur Sicherung der Frankfurter Grenze | 1557                                |       |
| weitere Bilder                 | Zentgrafenschule                          | Wilhelmshöher Straße 124 LageFlur: 10, Flurstück: 23/1                          | Schulgebäude der Neurenaissance in straßenseitiger Lage mit rückwärtig gelegenem, modernem Schulhaus vom 1953 | 1878                                |       |
| Wilhelmshöher Straße 125       | Fachwerkhaus Wilhelmshöher Straße 125     | Wilhelmshöher Straße 125 LageFlur: 7, Flurstück: 77                             | Fachwerkhaus über hohem Keller | 19. Jahrhundert                     |       |
| Wilhelmshöher Straße 126       | Fachwerkhaus Wilhelmshöher Straße 126     | Wilhelmshöher Straße 126 LageFlur: 10, Flurstück: 23/1                          | Barockes Fachwerkhaus | 18. Jahrhundert                     |       |
| Wilhelmshöher Straße 127       | Fachwerkhaus Wilhelmshöher Straße 127     | Wilhelmshöher Straße 127 LageFlur: 7, Flurstück: 75/2                           | Barockes Fachwerkhaus | 18. Jahrhundert                     |       |
| Wilhelmshöher Straße 128       | Fachwerkhaus Wilhelmshöher Straße 128     | Wilhelmshöher Straße 128 LageFlur: 10, Flurstück: 24/1                          | Barockes Fachwerkhaus unter Verputz mit massivem Erdgeschoss | 18. Jahrhundert                     |       |
| Wilhelmshöher Straße 129       | Fachwerkhaus Wilhelmshöher Straße 129     | Wilhelmshöher Straße 129 LageFlur: 7, Flurstück: 74, 75/1                       | Barockes Fachwerkhaus über hohem Keller. Ortgangbrett mit Rosettenzier | 18. Jahrhundert                     |       |
| Wilhelmshöher Straße 130       | Fachwerkhaus Wilhelmshöher Straße 130     | Wilhelmshöher Straße 130 LageFlur: 10, Flurstück: 25/1                          | Barockes Fachwerkhaus, rückwärtig modern erweitert | 18. Jahrhundert                     |       |
| weitere Bilder                 | Fachwerkhaus Wilhelmshöher Straße 131     | Wilhelmshöher Straße 131 LageFlur: 7, Flurstück: 73                             | Barockes Fachwerkhaus unter Verputz mit Nebengebäuden | 18. Jahrhundert                     |       |
| Wilhelmshöher Straße 132       | Fachwerkhaus Wilhelmshöher Straße 132     | Wilhelmshöher Straße 132 LageFlur: 10, Flurstück: 27/1                          | Fachwerkhaus |                                     |       |
| weitere Bilder                 | evangelische Marienkirche                 | Wilhelmshöher Straße 133 LageFlur: 7, Flurstück: 72,79                          | | 1710                                |       |
| weitere Bilder                 | Fachwerkhaus Wilhelmshöher Straße 135     | Wilhelmshöher Straße 135 LageFlur: 7, Flurstück: 66/3                           | Barockes Fachwerkhaus, ab 1709 Alte Lutherische Schule Seckbachs | 18. Jahrhundert                     |       |
| weitere Bilder                 | Wohnhaus Wilhelmshöher Straße 136         | Wilhelmshöher Straße 136 LageFlur: 10, Flurstück: 365/29                        | Wohnhaus nach Entwurf von Adolf Schwartz | 1906                                |       |
| Wilhelmshöher Straße 138       | Fachwerkhaus Wilhelmshöher Straße 138     | Wilhelmshöher Straße 138 LageFlur: 10, Flurstück: 30,31                         | Barockes Fachwerkhaus über erneuertem Erdgeschoss | 18. Jahrhundert                     |       |
| Wilhelmshöher Straße 139       | Fachwerkhaus Wilhelmshöher Straße 139     | Wilhelmshöher Straße 139 LageFlur: 7, Flurstück: 62/2, 62/4, 62/5               | Barockes Fachwerkhaus unter Verputz neben verputztem Fachwerkhaus des 19. Jahrhunderts auf massivem Erdgeschoss | 18. Jahrhundert                     |       |
| Wilhelmshöher Straße 140       | Fachwerkhaus Wilhelmshöher Straße 140     | Wilhelmshöher Straße 140 LageFlur: 10, Flurstück: 32/1                          | Barockes Fachwerkhaus unter Verputz mit Werkstatt. Siehe auch Niedergasse 2 | 18. Jahrhundert                     |       |
| Wilhelmshöher Straße 143       | Mietshaus Wilhelmshöher Straße 143        | Wilhelmshöher Straße 143 LageFlur: 7, Flurstück: 55                             | Historistisches Mietshaus in Formen der Neurenaissance mit barocker Scheune im Hof | 1910                                |       |
| Wilhelmshöher Straße 144       | Fachwerkhaus Wilhelmshöher Straße 144     | Wilhelmshöher Straße 144 LageFlur: 10, Flurstück: 202                           | Barockes Fachwerkhaus | 18. Jahrhundert                     |       |
| Wilhelmshöher Straße 146       | Einfamilienhaus Wilhelmshöher Straße 146  | Wilhelmshöher Straße 146 LageFlur: 10, Flurstück: 203/2                         | Einfamilienhaus in Anlehnung an Formen der Neurenaissance | 1914/15                             |       |
| Wilhelmshöher Straße 147       | Fachwerkhaus Wilhelmshöher Straße 147     | Wilhelmshöher Straße 147 LageFlur: 7, Flurstück: 53                             | Barockes Fachwerkhaus unter Verputz | 18. Jahrhundert                     |       |
| Wilhelmshöher Straße 148       | Fachwerkhaus Wilhelmshöher Straße 148     | Wilhelmshöher Straße 148 LageFlur: 10, Flurstück: 203/2                         | Barockes Fachwerkhaus unter Verputz. Rückwärtig konstruktionsgleiches Nebengebäude | 18. Jahrhundert                     |       |
| Wilhelmshöher Straße 149       | Fachwerkhaus Wilhelmshöher Straße 149     | Wilhelmshöher Straße 149 LageFlur: 8, Flurstück: 151/3, 151/4                   | Repräsentative, barockes Fachwerkhaus mit vorgekragtem Ober- und zum Teil massivem Erdgeschoss | 17. Jahrhundert                     |       |
| Wilhelmshöher Straße 150       | Wohnhaus Wilhelmshöher Straße 150         | Wilhelmshöher Straße 150 LageFlur: 10, Flurstück: 204                           | Wohnhaus im Stil der Neurenaissance | um 1890                             |       |
| weitere Bilder                 | Gasthaus „Zum Schwanen“                   | Wilhelmshöher Straße 152 LageFlur: 10, Flurstück: 205                           | Barockes Fachwerkhaus | um 1800                             |       |
| Wilhelmshöher Straße 154       | Fachwerkhaus Wilhelmshöher Straße 154     | Wilhelmshöher Straße 154 LageFlur: 10, Flurstück: 236                           | Miets- und Geschäftshaus im Stil des Neobarock | 1906                                |       |
| Wilhelmshöher Straße 156       | Fachwerkhaus Wilhelmshöher Straße 156     | Wilhelmshöher Straße 156 LageFlur: 10, Flurstück: 237/4, 237/5                  | Barockes Fachwerkhaus | um 1750                             |       |
| Wilhelmshöher Straße 157       | Fachwerkhaus Wilhelmshöher Straße 157     | Wilhelmshöher Straße 157 LageFlur: 8, Flurstück: 145                            | Barockes Fachwerkhaus vor rückwärtigem Neubau | 18. Jahrhundert                     |       |
| Wilhelmshöher Straße 158       | Fachwerkhaus Wilhelmshöher Straße 158     | Wilhelmshöher Straße 158 LageFlur: 10, Flurstück: 237/2, 238/2, 239/1           | Barockes Fachwerkhaus mit charakteristischer Tordurchfahrt | 17. Jahrhundert                     |       |
| Wilhelmshöher Straße 159       | Hofreite Wilhelmshöher Straße 159         | Wilhelmshöher Straße 159 LageFlur: 8, Flurstück: 144                            | Barocke Hofreite aus Fachwerkhaus mit geschnitzten Eckständern und Fachwerkscheune | 18. Jahrhundert                     |       |
| Wilhelmshöher Straße 160       | Mietshaus Wilhelmshöher Straße 160        | Wilhelmshöher Straße 160 LageFlur: 10, Flurstück: 292/241                       | Mietshaus im Geschmack des Neobarock | um 1900                             |       |
| Wilhelmshöher Straße 161       | Fachwerkhaus Wilhelmshöher Straße 161     | Wilhelmshöher Straße 161 LageFlur: 8, Flurstück: 142/2, 143                     | Barockes Fachwerkhaus unter Verputz | 18. Jahrhundert                     |       |
| Wilhelmshöher Straße 163-165   | Gasthaus „Zur Krone“                      | Wilhelmshöher Straße 163-165 LageFlur: 8, Flurstück: 140, 141                   | Barockes Fachwerkhaus unter Verputz mit klassizistischer Erweiterung | 18. Jahrhundert                     |       |
| Wilhelmshöher Straße 166       | Fachwerkhaus Wilhelmshöher Straße 166a    | Wilhelmshöher Straße 166 a LageFlur: 10, Flurstück: 245/2                       | Barockes Fachwerkhaus | 18. Jahrhundert                     |       |
| Wilhelmshöher Straße 167       | Fachwerkhaus Wilhelmshöher Straße 167     | Wilhelmshöher Straße 167 LageFlur: 8, Flurstück: 110                            | Barockes Fachwerkhaus neben kleinem Wohnhaus um 1905 im Stil der Neurenaissance | 18. Jahrhundert                     |       |
| weitere Bilder                 | Fachwerkhaus Wilhelmshöher Straße 168     | Wilhelmshöher Straße 168 LageFlur: 9, Flurstück: 102/1                          | Im Kern barockes Fachwerkhaus unter Verputz neben Neubauten | 18. Jahrhundert                     |       |
| Wilhelmshöher Straße 170       | Fachwerkhaus Wilhelmshöher Straße 170     | Wilhelmshöher Straße 170 LageFlur: 9, Flurstück: 101                            | Fachwerkhaus unter Verputz auf massivem Erdgeschoss. Rückwärtig Neubauten | 19. Jahrhundert                     |       |
| weitere Bilder                 | Fachwerkhaus Wilhelmshöher Straße 173     | Wilhelmshöher Straße 173 LageFlur: 9, Flurstück: 263/78                         | Barockes Fachwerkhaus mit Wirtschaftsgebäude | 18. Jahrhundert                     |       |
| Wilhelmshöher Straße 175       | Wohnhaus Wilhelmshöher Straße 175         | Wilhelmshöher Straße 175 LageFlur: 9, Flurstück: 264/81                         | Wohnhaus mit Scheune | 19./20. Jahrhundert                 |       |
| weitere Bilder                 | Wohnhaus Wilhelmshöher Straße 177         | Wilhelmshöher Straße 177 LageFlur: 9, Flurstück: 265/82                         | Wohnhaus mit Fachwerkscheune | 1909                                |       |
| Wilhelmshöher Straße 178       | Fachwerkhaus Wilhelmshöher Straße 178-180 | Wilhelmshöher Straße 178-180 LageFlur: 9, Flurstück: 97                         | Barockes Fachwerkhaus unter Verputz | 18. Jahrhundert                     |       |
| Wilhelmshöher Straße 181       | Mietshaus Wilhelmshöher Straße 181        | Wilhelmshöher Straße 181 LageFlur: 9, Flurstück: 85/1                           | Mietshaus des Historismus | 1908/09                             |       |
| Wilhelmshöher Straße 182       | Fachwerkhaus Wilhelmshöher Straße 182-184 | Wilhelmshöher Straße 182-184 LageFlur: 9, Flurstück: 94, 95/1                   | Giebelständiges, im Kern barockes Fachwerkhaus vor neuem Anbau | 18. Jahrhundert                     |       |
| Wilhelmshöher Straße 183       | Fachwerkhaus Wilhelmshöher Straße 183     | Wilhelmshöher Straße 183 LageFlur: 9, Flurstück: 89/3                           | Mietshaus im Stil der Neurenaissance. Rückwärtig Neubauten | um 1905                             |       |
| Wilhelmshöher Straße 185       | Wohnhaus Wilhelmshöher Straße 185         | Wilhelmshöher Straße 185 LageFlur: 28, Flurstück: 737/4, 737/7                  | Wohnhaus im Geschmack der Neurenaissance | um 1900                             |       |
| Wilhelmshöher Straße 186       | Hofreite Wilhelmshöher Straße 186         | Wilhelmshöher Straße 186 LageFlur: 9, Flurstück: 93                             | Hofreite aus barockem Fachwerkhaus und benachbarter Scheune | 18. Jahrhundert                     |       |
| weitere Bilder                 | Fachwerkhaus Wilhelmshöher Straße 188     | Wilhelmshöher Straße 188 LageFlur: 9, Flurstück: 92/2                           | Barockes Fachwerkhaus (vermutlich im 19. Jahrhundert von Frankfurt nach Seckbach umgesetzt) | 18. Jahrhundert                     |       |
| Zentgrafenstraße 1             | Fachwerkhaus Zentgrafenstraße 1           | Zentgrafenstraße 1 LageFlur: 7, Flurstück: 44/1                                 | Im Kern barockes Fachwerkhaus unter Verputz mit Anbauten des 19. Jahrhunderts | 18. Jahrhundert                     |       |
| Zentgrafenstraße 2             | Fachwerkhaus Zentgrafenstraße 2           | Zentgrafenstraße 2 LageFlur: 7, Flurstück: 28                                   | Barockes Fachwerkhaus mit Holzverschindelung und Anbau des 20. Jahrhunderts | 18. Jahrhundert                     |       |
| Zentgrafenstraße 3             | Hofreite Zentgrafenstraße 3               | Zentgrafenstraße 3 LageFlur: 7, Flurstück: 43, 81                               | Hofreite aus barockem Fachwerkhaus mit Holzverschindelung | 17. Jahrhundert                     |       |
| weitere Bilder                 | Fachwerkhaus Zentgrafenstraße 4           | Zentgrafenstraße 4 LageFlur: 7, Flurstück: 29/1                                 | Barockes Fachwerkhaus hinter Holzverschindelung | 18. Jahrhundert                     |       |
| Zentgrafenstraße 5             | Fachwerkhaus Zentgrafenstraße 5           | Zentgrafenstraße 5 LageFlur: 7, Flurstück: 42/1                                 | Barockes Fachwerkhaus | 18. Jahrhundert                     |       |
| Zentgrafenstraße 6             | Hofreite Zentgrafenstraße 6               | Zentgrafenstraße 6 LageFlur: 7, Flurstück: 30/1, 30/2                           | Barocke Hofreite aus Fachwerkwohnhaus mit Mannfiguren und Scheune | 18. Jahrhundert                     |       |
| Zentgrafenstraße 8             | Mietshaus Zentgrafenstraße 8              | Zentgrafenstraße 8 LageFlur: 7, Flurstück: 31                                   | Mietshaus in Formen der Neurenaissance vor einem Neubau | 1908                                |       |
| Zentgrafenstraße 9             | Fachwerkhaus Zentgrafenstraße 9           | Zentgrafenstraße 9 LageFlur: 7, Flurstück: 40                                   | Im Kern barockes Fachwerkhaus unter Verputz mit Anbauten des 20. Jahrhunderts | 18. Jahrhundert                     |       |
| Zentgrafenstraße 10            | Fachwerkhaus Zentgrafenstraße 10          | Zentgrafenstraße 10 LageFlur: 7, Flurstück: 39                                  | Barockes Fachwerkhaus mit Scheunenanbau | 1723                                |       |

## Ehemalige Kulturdenkmäler
| Bild                         | Bezeichnung                  | Lage                                         | Beschreibung                                                                                                   | Bauzeit         | Daten |
| ---------------------------- | ---------------------------- | -------------------------------------------- | --- | --------------- | ----- |
| Fachwerkhaus Hofhausstraße 7 | Fachwerkhaus Hofhausstraße 7 | Hofhausstraße 7 LageFlur: 7, Flurstück: 46/1 | ehemals barockes Fachwerkhaus unter Verputz. Ehemalige Hofreite. Nun abgerissen und durch einen Neubau ersetzt | 18. Jahrhundert |       |